# Tadeusz Piotrowski
Tadeusz Piotrowski (1939. szeptember 19. – 1986. július 10.) lengyel hegymászó. Sokan kora leghíresebb téli hegymászójának tartották.
Hegymászó pályafutását a Lengyel-Tátrában kezdte az 1960-as években, amikor a szczecini egyetemen tanult. Az első hegymászók egyike volt, aki a téli mászásra specializálódott.
Legnevezetesebb mászásai: Trollryggen, Norvégia 1972 telén, Noshaq, Afganisztán 1973-ban, Trollryggen, 1974-ben és 1975-ben, Tirich Mir, Afganisztán 1978-ban, Rakaposhi, Pakisztán 1979-ben, Distaghil Sar, Pakisztán 1980-ban, Api, Nepál 1983 telén és a K2 1986 nyarán.
1986. július 10-én vesztette életét a K2-ről történő ereszkedés közben, miután a K2 déli falán elsőként feljutottak a hegycsúcsra. Egy klasszikus úton történő visszatérés közben megcsúszott, és a mélybe zuhant.
Sikereiért négyszer kapta meg a Lengyelország kiemelkedő sporteredményeiért járó arany érdemrendet.